# Erycibe zippelii
Erycibe zippelii är en vindeväxtart som beskrevs av Hoogl. Erycibe zippelii ingår i släktet Erycibe och familjen vindeväxter. Inga underarter finns listade i Catalogue of Life.